# Sonate K. 107
La sonate K. 107 (F.66/L.474) en fa majeur est une œuvre pour clavier du compositeur italien Domenico Scarlatti.

## Présentation
La sonate K. 107 en fa majeur, notée Allegro, forme une paire avec la sonate précédente. Mesure 20, le second si est noté naturel dans Venise et bémolisé dans Parme.

## Manuscrits
Le manuscrit principal est le numéro 10 du volume XV de Venise (1749), copié pour Maria Barbara ; les autres sont Parme III 16, Münster V 36 et Vienne A 28.

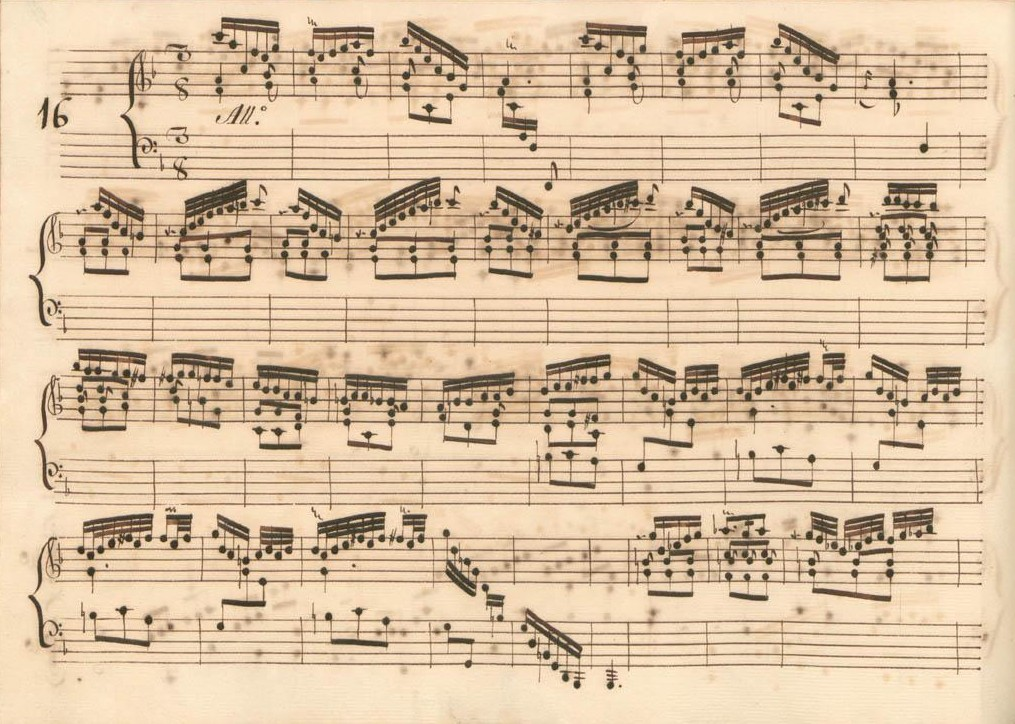
Parme III 16.
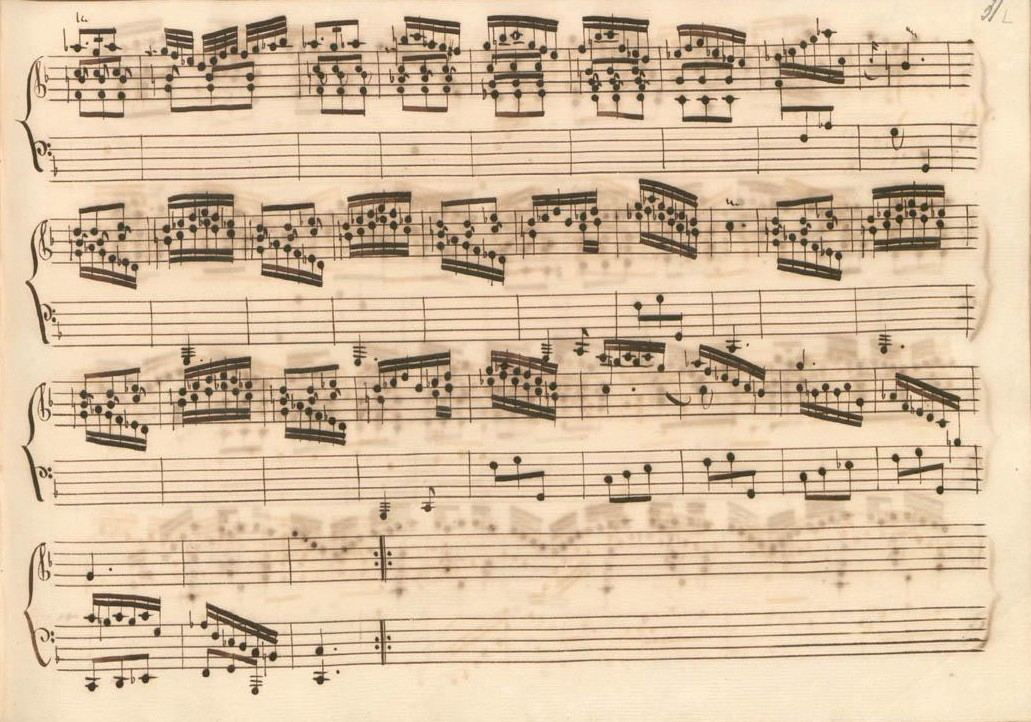
Parme III 16 (fin de la première section).
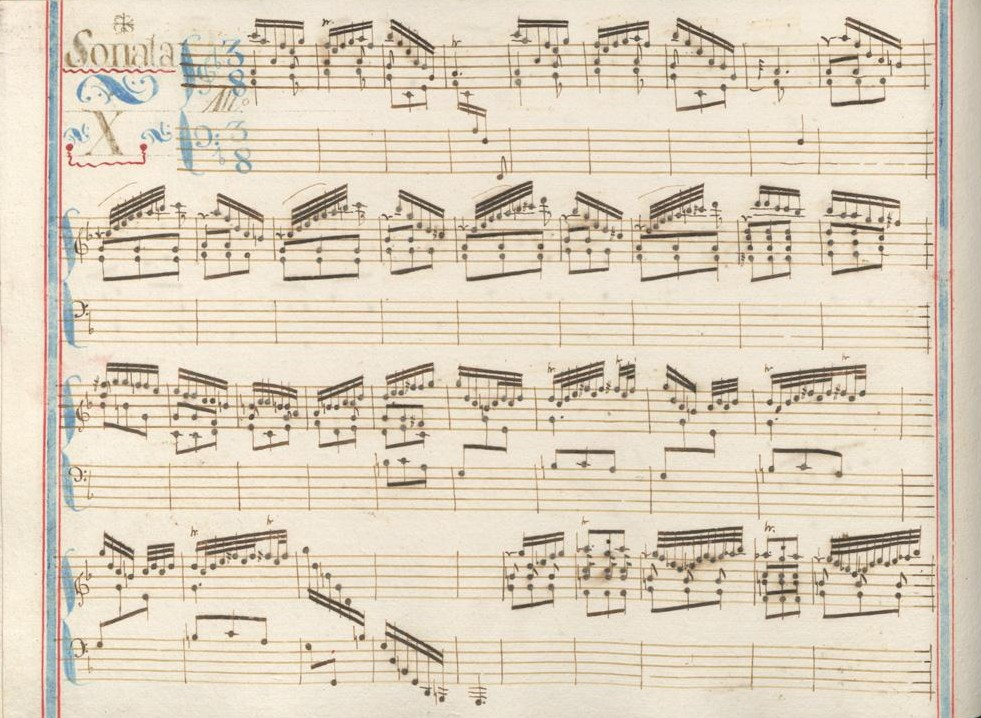
Venise XV 10.
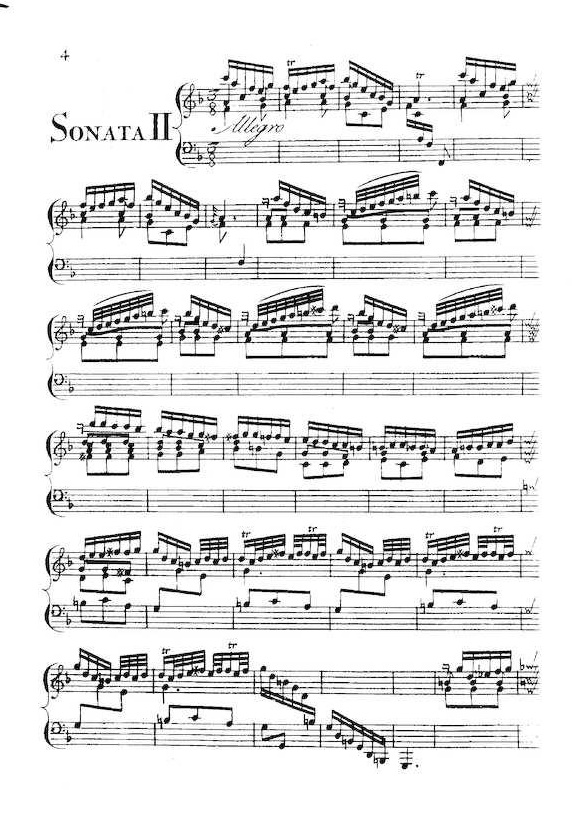
Édition Londres, 1752.

## Interprètes
La sonate K. 107 est défendue au piano notamment par Maria Tipo (1956, Vox), Pietro Scarpini (1957, Rhine Classics), Nina Milkina (1958, Westminster), Alexis Weissenberg (1985, DG), Beatrice Long (1996, Naxos, vol. 4), Olivier Cavé (2008, Æon), Carlo Grante (2009, Music & Arts, vol. 2) et Giuseppe Guarrera (Festivaldebüts, Ruhr festival, vol. 38) ; au clavecin par Wanda Landowska (1934), Elżbieta Stefańska-Łukowicz (1973), Fou Ts'ong (1984, Collins-Meridian), Rafael Puyana (1984, Harmonia Mundi), Scott Ross (1985, Erato), Richard Lester (2005, Nimbus, vol. 6), Pieter-Jan Belder (Brilliant Classics, vol. 3) et Mario Raskin (2011, Verany). Mie Miki la joue à l'accordéon (1997, Challenge Classics Brilliant Classics).

## Sources
: document utilisé comme source pour la rédaction de cet article.
- Ralph Kirkpatrick (trad. de l'anglais par Dennis Collins), Domenico Scarlatti, Paris, Lattès, coll. « Musique et Musiciens », 1982 (1re éd. 1953 (en)), 493 p. (ISBN 978-2-7096-0118-4, OCLC 954954205, BNF 34689181).
- Alain de Chambure, « Domenico Scarlatti : Intégrale des sonates — Scott Ross », Erato (2564-62092-2), 1985 (OCLC 891183737) .